# 신문 활용 교육
신문활용교육(영어: Newspapers in Education, NIE, 신문활용수업)은 신문을 교재로 활용하는 교육이다.
통합교과적인 특징이 있으며, 학습자의 사고력을 키우는 데 도움이 된다.
1930년대 미국, 1950년대 스웨덴, 1970년대 핀란드를 중심으로 시작되어 2001년에는 52개국이 신문활용교육을 하고 있는 것으로 조사되었다. 대한민국에서는 1994년 한국신문편집인협회가 교육부에 건의하면서 주목을 받기 시작했다.